# Depi Evrateszil
A Depi Evrateszil (örményül: Դեպի Եվրատեսիլ, magyarul: Az Eurovízióra) egy tehetségkutató műsor, majd eurovíziós nemzeti döntő Örményországban. A verseny szervezője az Örmény Közszolgálati Televízió volt. A Depi Evrateszil győztese képviselheti Örményországot az Eurovíziós Dalfesztiválon.

## Történet
A műsor először tehetségkutatóként, majd nemzeti válogatóműsorként funkcionált, az ország képviselőit egészen 2017-től 2018-ig választották ki, amikor is nem sikerült továbbjutniuk a dalfesztivál döntőjébe, így a következő évben nem rendezték meg a műsort. 2019 október elején a műsorsugárzó bejelentette, hogy 2020-ban ismét visszatér a műsor, ezúttal is az ország nemzeti döntőjeként funkcionált. Később a dalfesztivál a Covid19-pandémia miatt elmaradt, és az akkori győztes, Athena Manoukian azóta sem vett részt a dalversenyen. Annak ellenére, hogy az ország megerősítette a részvételi szándékát a 2021-es versenyre, március 5-én bejelentették, hogy visszalépésre kényszerülnek a 2020-as hegyi-karabahi háború, és az azt övező belpolitikai válság miatt. A kaukázusi ország szintén erre hivatkozva lépett vissza a 2020-as Junior Eurovíziós Dalfesztiválon való szerepléstől is. 2022-től ismét indulnak a versenyen, azonban 2024-ig minden évben belső kiválasztással döntöttek a versenyzőjükről.
2025-ben négy év kihagyás után újra nemzeti döntőként tér vissza a műsort a képernyőre.

### Tehetségkutató műsorként
A műsor az első évadban tehetségkutatóként jelentkezett, amit négy fázisban rendeztek meg, és összesen tíz epizódból állt. Az első szakasz a meghallgatások voltak, melyeket négy héten keresztül sugároztak. Ezután 37 versenyzőt választott ki a hat tagú zsűri. A második szakasz a zsűriről szólt, akik gombnyomással lecsaphattak a versenyzőkre. Erre előadott dalok utolsó 10 másodpercében volt lehetőségük.  Aki előbb megnyomta a gombot annak a csapatába került az adott énekes. Ezt három héten keresztül sugározták, és minden zsűritag négy versenyzőt választott a csapatába. A harmadik szakasz, az párbaj volt, amire három részt szántak. Itt a zsűritagok két-két csapattagjai versenyeztek egymással. A produkciók után a zsűritagok szavaztak - a saját zsűritagoknak három pontot ért a szavazata, míg a többieknek egyet. A kevesebb pontot kapott versenyző kiesett. A zsűrinként továbbjutott két versenyző a döntő körben ismét összecsapott, ekkor választották meg élő adásos versenyzőjüket a zsűritagok. Ezután rendezték meg az elődöntőket, szám szerint kettőt. Adásonként két-két versenyző esett ki, így a döntőben a két döntős közül választották ki a győztest.
Az első három szakasz eredményeit kizárólag a hatfős zsűri döntései alapján hozták meg, míg az élő adások eredményeit a zsűri és a közönség szavazatai 50-50%-os arányban befolyásolták. A közönség SMS-ben szavazhatott, és a zsűri összetétele műsoronként változott. A zsűri hat korábbi örmény eurovíziós résztvevőből állt – Hayko (2007), Inga & Anush (2009), Aram Mp3 (2014), Essaï Altounian (2015) és Iveta Mukuchyan (2016).

### Nemzeti döntőként
A második évadtól a műsor átalakult eurovíziós nemzeti válogatóvá. Először két elődöntővel került megrendezésre a műsor, ahol tíz dal vett részt elődöntőnként. Közülük öt-öt dal jutott tovább a döntőbe. Mindegyik adásban különböző nemzetközi zsűritagok értékelték a dalokat. Az eredmények másik felét a nézők szavazatai tették ki. 2020-ban csupán egy tizenkét fős döntővel tért vissza a műsor, ahol a nézők és a nemzetközi zsűri mellett örmény zsűri is értékelte a produkciókat.
2025-ben négy év kihagyás után újra megrendezték a műsort. A műsor február 16-án került megrendezésre és ezúttal nem egy stúdióban, hanem a 2011-es és 2022-es Junior Eurovíziós Dalfesztivál helyszínéül szolgáló Karen Demircsján Sport- és Koncertkomplexumban rendezték meg.

### Győztesek
| Év   | Előadó           | Dal           | Szerző(k) | Döntő                   | Pontszám                | Elődöntő           | Pontszám           |
| ---- | ---------------- | ------------- | --- | ----------------------- | ----------------------- | ------------------ | ------------------ |
| 2017 | Artsvik          | Fly with Me   | Avet Barszegyan David Tserunyan Levon Navasardyan Lilit Navasardyan                                              | 18.                     | 79                      | 7.                 | 152                |
| 2018 | Sevak Khanagyan  | Qami          | Anna Danielyan Sevak Khanagyan Viktoria Maloyan                                                                  | Nem jutott be a döntőbe | Nem jutott be a döntőbe | 15.                | 79                 |
| 2020 | Athena Manoukian | Chains on You | Athena Manoukian DJ Paco                                                                                         | Elmaradt a verseny      | Elmaradt a verseny      | Elmaradt a verseny | Elmaradt a verseny |
| 2025 | Parg             | Survivor      | Alex Wilke Armen Paul Benjamin Alasu Eva Voszkanján Joshua Curran Martin Mooradján Pargev Vardanján Thomas G:son | 20.                     | 72                      | 10.                | 51                 |

## Depi Mankakan Evrateszil
A Depi Mankakan Evrateszil (örményül: Դեպի Մանկական Եվրատեսիլ) egy 2018 és 2019 között megrendezett Junior Eurovíziós nemzeti döntő volt Örményországban. A Depi Mankakan Evrateszil győztese képviselhette Örményországot a Junior Eurovíziós Dalfesztiválon.

### Győztesek
| Év   | Előadó          | Dal                   | Magyar fordítás | Döntő | Pontszám |
| ---- | --------------- | --------------------- | --------------- | ----- | -------- |
| 2018 | L.E.V.O.N.      | L.E.V.O.N.            | –               | 9.    | 125      |
| 2019 | Karina Ignatyan | Colours of Your Dream | Álmod színei    | 9.    | 115      |

## Depi dasakan Evrateszil
A Depi dasakan Evrateszil (örményül: Դեպի դասական Եվրատեսիլլ) egy 2024-ben megrendezett műsor volt, mely az Ifjú Zenészek eurovíziós versenyére választotta ki Örményország indulóját. A Depi dasakan Evrateszil győztese képviselhette Örményországot a Fiatal Zenészek Eurovízióján.

### Győztesek
| Év   | Zenész        | Hangszer | Darab (szerző)                                                      | Döntő |
| ---- | ------------- | -------- | ------------------------------------------------------------------- | ----- |
| 2024 | Hayk Hekekyan | oboa     | Oboe Concerto No. 1 in D minor, 1st movement (Ludwig August Lebrun) | n.a.  |